# حي الشميسي
الشميسي هو حي تاريخي ومقر للبلدية الفرعية التي تحمل اسمه في جنوب الرياض، المملكة العربية السعودية. يقع الحي غرب حي الديرة وشرق حي البديعة. سُمّي الحي نسبةً إلى الشيخ محمد بن علي الشميسي، الذي امتلك مزرعة نُسبت إلى عائلته في المنطقة في فترة الثلاثينيات من القرن العشرين. يُعد اليوم موطنًا لجالية باكستانية كبيرة. يشتهر الحي باحتضانه أول مستشفى في الرياض، مدينة الملك سعود الطبية. 